# Fint Tillsammans (musikalbum)
Fint Tillsammans är Fint Tillsammans' fjärde studioalbum, utgivet 2005 på skivbolaget Silence Records.
Skivan spelades in av Anders Ericsson och Anders lind och mastrades av Henric Jonsson.

## Låtlista
1. "Manlig gemenskap"
2. "Det rör sig"
3. "Somna om"
4. "Dududududududu"
5. "Tänk om.."
6. "Vem bryr sig?"
7. "Regnet regnar långsamt"
8. "Min Fender"
9. "Dagen går långsamt när jag tänker på dig"
10. "Högra handen"
11. "Jag vill inte bli stor"
12. "Varför bad du mig förstå när du ljög för mig ändå?"
13. "Jag finns kvar"
14. "Drömmen"
15. "Sången om rocken"
16. "Trä & plast"
17. "Fint tillsammans"

## Medverkande
- Viktor Brobacke – brass
- Rickard Elofsson – brass
- Anders Ericsson – inspelning
- Henrik Jonsson – mastering
- Anders Lind – inspelninge
- Mårten Nehrfors – viola
- Lisen Schultz – cello
- Martin Stensö
- Henrik Svensson
- Henrik Wiklund

## Mottagande
Albumet fick ett blandat mottagande och har medelbetyget 2,8/5 på Kritiker.se, baserat på fyra recensioner. Bäst betyg fick den av Dagens skiva (6/10) och Nöjesguiden och sämst av Helsingborgs Dagblad (2/5).